# 庁分
庁分（ちょうぶん）とは、中世日本において「庁」の直轄領や得分（収益）を意味する語。
この場合の「庁」とは、院庁（女院庁を含む）を意味する場合と、国庁（国衙）を意味する場合がある。

## 概要
院庁の庁分とは、院領（女院領）のうち、御願寺などに寄進したもの以外の直轄領を指す。とは言え、庁分も御願寺領も院・女院の荘園であることには変わりはなく、実際の支配は当該地を知行させた院近臣や女房の手を介して行われていた。
国庁の庁分とは、国衙領のうち国司の直轄領・得分を指す。一般の公領と在庁官人の所領・得分である「在庁名」を除いた部分にあたる。庁分は「庁分佃（ちょうぶんのつくだ）」「国佃（くにのつくだ）」などの名称で呼ばれ、各地の郡郷保にあった名に分配・分配され、郡司・郷司・保司などが実際の耕作を請け負った。